# Calliona irene

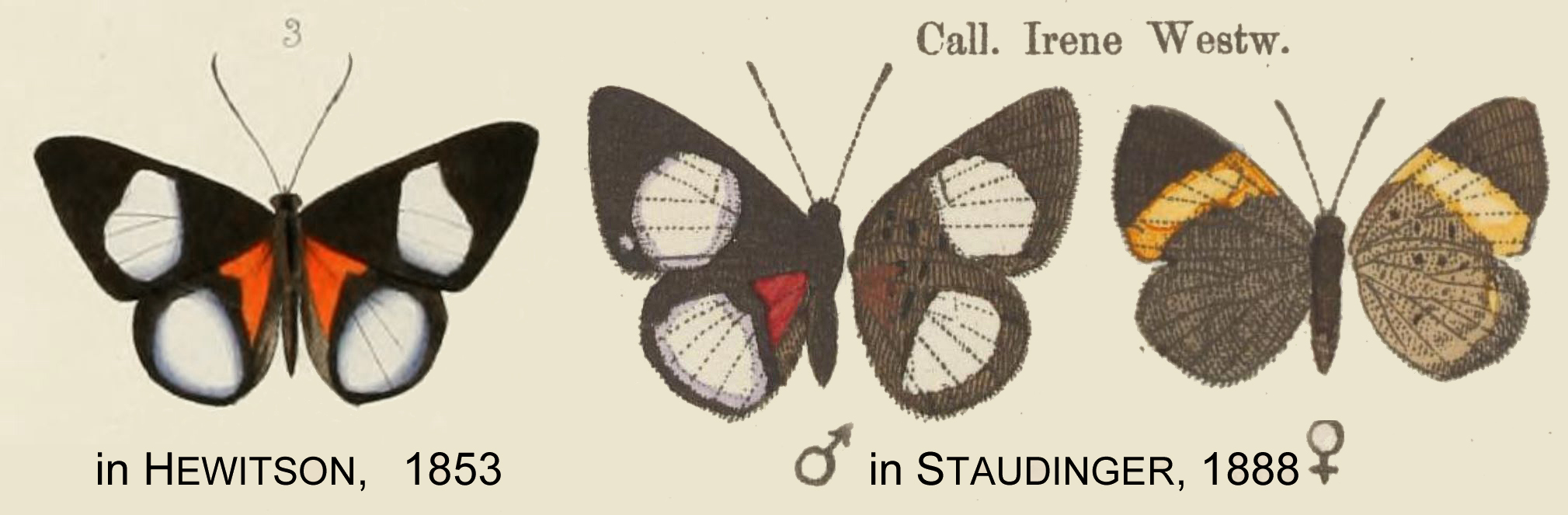
Calliona irene

Calliona irene är en fjärilsart som beskrevs av John Obadiah Westwood 1851. Calliona irene ingår i släktet Calliona och familjen Riodinidae. Inga underarter finns listade i Catalogue of Life.